# Helixanthera cylindrica
Helixanthera cylindrica är en tvåhjärtbladig växtart som först beskrevs av William Jack och William Roxburgh, och fick sitt nu gällande namn av Danser. Helixanthera cylindrica ingår i släktet Helixanthera och familjen Loranthaceae. Inga underarter finns listade i Catalogue of Life.